# باي فالات

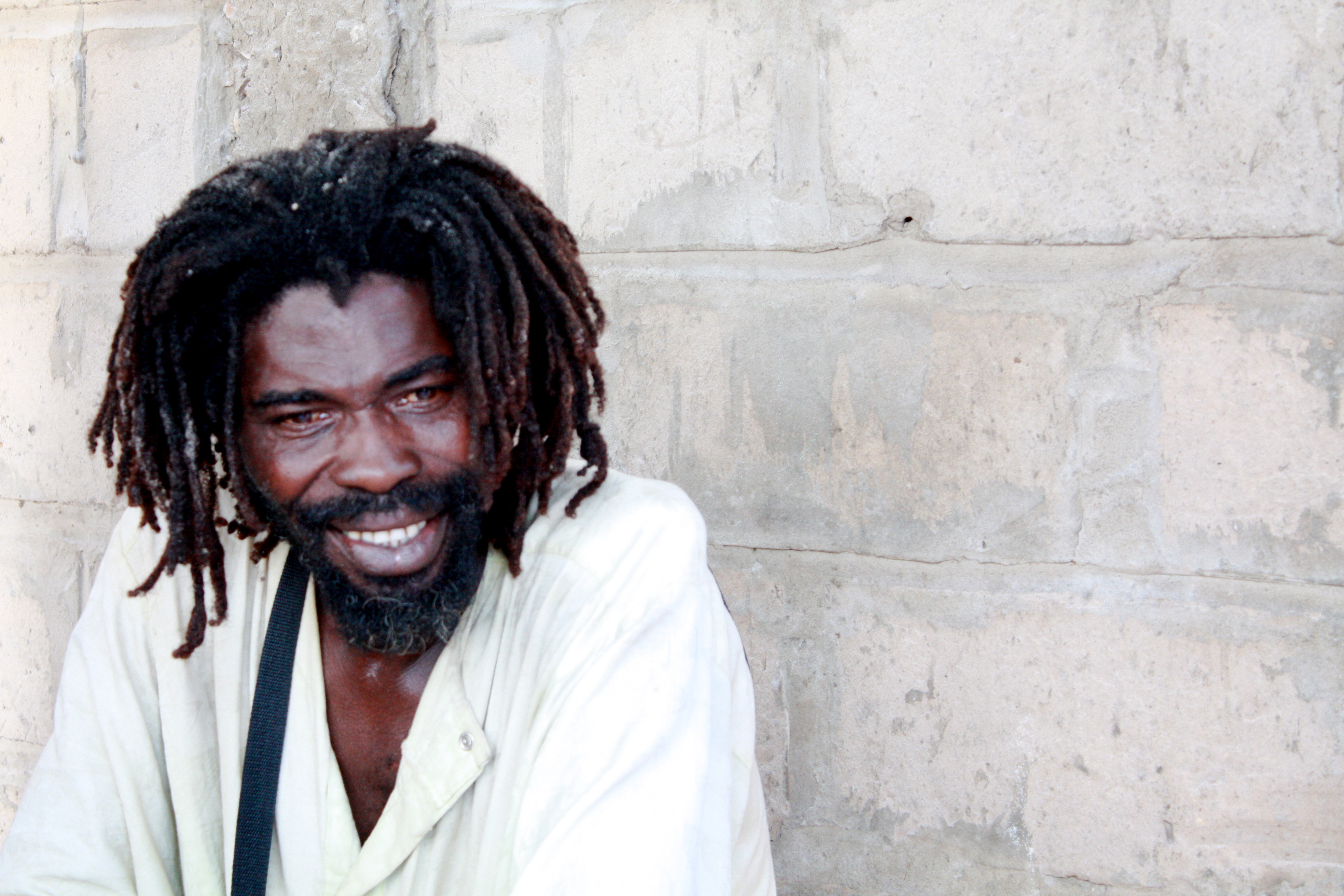
باي فال في السنغال

باي فالات هي مجموعة دينية صوفية تنتمي إلى الطريقة المريدية بالسنغال، يطبع الزهد حياة روادها اليومية، ويتجلى ذلك من خلال جلابيبهم البالية والمرقعة وضفائر الشعر الطويلة التي يصرون أن تبقي صفة تميزهم عن غيرهم.

## أدبيات المجموعة
لهذه المجموعة الدينية أدبيات للشيخ المعروف بـ "ابرا فال"، وتفرض هذه الأدبيات على أتباعها التقيد بنمط معين من السلوك والطقوس التي تطبع حياتهم اليومية وأزيائهم الغريبة، وهو الشيء الذي يميزهم عن باقي مكونات الشعب السنغالي.

## إحتفالات دينية
ساهم رواد «باي فالات» بشكل كبير في الإشراف على تنظيم الاحتفالات الدينية الخاصة بالطريقة المريدية كاحتفال "ماغال طوبي"، الذي يُقام كل سنة بمدينة طوبي (192كلم من العاصمة دكار) احتفالا بذكري عودة مؤسس الطريقة المريدية للبلاد من المنفي.